# Nemyslovice
Nemyslovice (německy Nemeslowitz) jsou obec v okrese Mladá Boleslav ve Středočeském kraji. Rozkládá se asi třináct kilometrů jihozápadně od Mladé Boleslavi. Žije zde 163 obyvatel.

## Historie
První písemná zmínka o vesnici pochází z roku 1292. Tehdy byla majetkem kláštera Hradiště. Jméno odkazuje na jistého člena rodu Nemysloviců. Od roku 1436 byla vesnice v majetku Jana ze Smiřic. Během třicetileté války byla značně poškozena. Roku 1639 zdejším krajem táhl švédský generál Johan Banér. První škola vyrostla ve vesnici roku 1889. Šlo o jednotřídní obecnou školu. Roku 1921 byla její budova rozšířena. Později byla škola zrušena a místní žáci chodili do školy v Bezně. Od konce roku 1892 fungovalo v Nemyslovicích veřejné osvětklení na návsi. Koncem 19. století došlo i k výstavbě silnice na Chotětov. V roce 1913 byl do vesnice zaveden vodovod (roku 2013 prošel celkovou rekonstrukcí).
Za první světové války narukovalo do armády 64 místních mužů. Část z nich padla. V roce 1925 proběhla výstavba silnice do Vtelna a roku 1926 do Bezna. Od roku 1929 byla obec připojena na elektrickou síť. Během druhé světové války byla na řadu místních majetků (včetně státního statku) uvalena nucená správa a do vesnice přišli i někteří němečtí obyvatelé. Po válce obec přišla o část populace, protože desítky obyvatel odešly osidlovat pohraničí. Roku 1949 bylo zavedeno pravidelné autobusové spojení. V roce 1952 vzniklo místní jednotné zemědělské družstvo, které se později sloučilo s JZD ve Velkých Všelisech a Zamachách. Nemyslovice byly tehdy přičleněny k obci Velké Všelisy. V roce 1977 vyrostl objekt prodejny a hostince. Koncem 70. let byl založen místní fotbalový klub. Roku 1990 se Nemyslovice opět staly samostatnou obcí.

## Obyvatelstvo
| Rok            | 1869 | 1880 | 1890 | 1900 | 1910 | 1921 | 1930 | 1950 | 1961 | 1970 | 1980 | 1991 | 2001 | 2011 | 2021 |
| -------------- | ---- | ---- | ---- | ---- | ---- | ---- | ---- | ---- | ---- | ---- | ---- | ---- | ---- | ---- | ---- |
| Počet obyvatel | 284  | 317  | 352  | 371  | 328  | 362  | 339  | 200  | 215  | 181  | 136  | 127  | 139  | 145  | 145  |
| Počet domů     | 43   | 43   | 44   | 51   | 53   | 56   | 63   | 62   | 54   | 48   | 41   | 58   | 58   | 59   | 61   |

## Obecní správa

### Územněsprávní začlenění
Dějiny územněsprávního začleňování zahrnují období od roku 1850 do současnosti. V chronologickém přehledu je uvedena územně administrativní příslušnost obce v roce, kdy ke změně došlo:
- 1850 země česká, kraj Jičín, politický i soudní okres Mladá Boleslav[7]
- 1855 země česká, kraj Mladá Boleslav, soudní okres Mladá Boleslav[7]
- 1868 země česká, politický i soudní okres Mladá Boleslav[7]
- 1939 země česká, Oberlandrat Jičín, politický i soudní okres Mladá Boleslav[8]
- 1942 země česká, Oberlandrat Praha, politický i soudní okres Mladá Boleslav[9]
- 1945 země česká, správní i soudní okres Mladá Boleslav[10]
- 1949 Pražský kraj, okres Mladá Boleslav[11]
- 1960 Středočeský kraj, okres Mladá Boleslav[12]
- k 1. lednu 1980 Středočeský kraj, okres Mladá Boleslav, obec Velké Všelisy[13]
- k 24. listopadu 1990 Středočeský kraj, okres Mladá Boleslav[13]

### Obecní symboly
Znak a vlajka byly obci uděleny rozhodnutím předsedy Poslanecké sněmovny Parlamentu České republiky dne 17. února 2006.

## Doprava
Silniční doprava
- Do obce vede silnice III. třídy.

Železniční doprava
- Železniční trať ani stanice na území obce nejsou. Nejblíže obci je železniční stanice Chotětov ve vzdálenosti 4,5 kilometru ležící na trati 070 v úseku z Neratovic do Mladé Boleslavi.

Autobusová doprava
- V obci zastavovaly v pracovních dnech května 2011 autobusové linky Mladá Boleslav-Bezno-Kadlín (4 spoje tam i zpět) a Mladá Boleslav-Horky nad Jizerou-Kadlín (1 spoj tam i zpět) (dopravce TRANSCENTRUM bus, s.r.o.).[15]

## Pamětihodnosti
- Sýpka u statku čp. 2 - hodnotný roubený hospodářský objekt s dochovanými tesařskými detaily (portál komory s profilovanou nadpražní římsou, pavlač s profilovaným madlem a barokně vyřezávanými sloupky), který pochází pravděpodobně z přelomu 18. a 19. století
- Honsova lípa s kapličkou v polích severně od vsi

## Osobnosti
- Antonín Hons (1835–1900), rolník, obchodník a politik, poslanec Českého zemského sněmu, signatář státoprávní deklarace českých poslanců[16]